# Штарркірх-Віль
Штарркірх-Віль (нім. Starrkirch-Wil) — громада  в Швейцарії в кантоні Золотурн, округ Ольтен.

## Географія
Громада розташована на відстані близько 60 км на північний схід від Берна, 34 км на північний схід від Золотурна.
Штарркірх-Віль має площу 1,9 км², з яких на 29,3% дозволяється будівництво (житлове та будівництво доріг), 21,7% використовуються в сільськогосподарських цілях, 48,9% зайнято лісами, 0% не є продуктивними (річки, льодовики або гори).

## Демографія
2019 року в громаді мешкало 1710 осіб (+7,5% порівняно з 2010 роком), іноземців було 12,9%. Густота населення становила 924 осіб/км².
За віковим діапазоном населення розподілялося таким чином: 20,8% — особи молодші 20 років, 59,6% — особи у віці 20—64 років, 19,6% — особи у віці 65 років та старші. Було 716 помешкань (у середньому 2,4 особи в помешканні).
Із загальної кількості 321 працюючого 5 було зайнятих в первинному секторі, 29 — в обробній промисловості, 287 — в галузі послуг.